# Живоносне джерело
Живоно́сне джерело́ — гідрологічна пам'ятка природи місцевого значення в Україні. Розташована на території Тернопільського району Тернопільської області, на східна околиці села Гаї-Гречинські. 
Площа — 0,01 га, статус отриманий у 2018 році. Перебуває у віданні: Релігійна громада парафії Святого Духа с. Гаї-Глечинські УПЦ Київського патріархату. 
Статус присвоєно з метою охорони та збереження  природного  джерела, цінного у природоохоронному, історико-культурному, науково-пізнавальному, естетичному, оздоровчому та господарському відношеннях.